# Уфимська державна академія мистецтв імені Загіра Ісмагілова
Уфи́мська державна академія мистецтв імені Загі́ра Ісмагі́лова (УДАІ) — вищий навчальний заклад Башкортостану, Росія, розташований в столиці республіки — Уфі.

## Історія
Академія створена 1968 року на базі навчально-консультаційного пункту Державного музично-педагогічного інституту імені Гнесіних (нині Російська академія музики імені Гнесіних). У будівлі академії раніше розташовувались дворянські зібрання, збудована в стилі класицизму за проектом архітектора Гопіуса. Спочатку інститут мав 2 факультети — музичний та театральний, 5 багатопрофільних кафедр — фортепіано та оркестрових інструментів (скрипки, альта, віолончелі, контрабаса), хорового диригування та народних інструментів, історії, теорії музики та композиції, режисури та майстерності актора, гуманітарних дисциплін. 1969 року було відкрите вокальне відділення, 1978 року — кафедра духових та ударних інструментів. 1973 року академія отримала дозвіл на відкриття художнього відділення. Професорсько-викладацький склад був укомплектований викладачами та випускниками столичних вузів. Найбільше педагогів приїхало з Державного музично-педагогічного інституту імені Гнесіних. Працювали також педагоги Уфимського училища мистецтв. 2003 року інститут отримав статус академії.

## Структура
Факультети:
- Музичний факультет
- Факультет башкирської музики
- Факультет образотворчого мистецтва
- Театральний факультет
- Лабораторія музичної семантики

## Ректори
- 1968–1988 — Ісмагілов Загір Гаріпович
- 1988–2000 — Нургалін Зінур Ахмадійович
- 2000–2010 — Галяутдинов Ішмухамет Гільмутдинович
- 2010–2012 — Шафікова Аміна Івніївна
- 2012-нині — Асфандьярова Аміна Ібрагімівна[4]